# Холл, Дарнелл
Дарнелл Кеннет Холл (англ. Darnell Kenneth Hall; род. 26 сентября 1971, Детройт, Мичиган) — американский легкоатлет (бег на короткие дистанции), чемпион мира, чемпион летних Олимпийских игр 1992 года в Барселоне, рекордсмен мира.

## Биография
Холл вырос в общежитии «Sojourner Truth» в Детройте. Он выиграл чемпионат штата в беге на 400 м со временем 47,56 секунды. Холл учился в Блинн-колледже в Техасе. Он успешно прошёл отборочные соревнования на Олимпийские игры в Барселоне.
На Олимпиаде команда США (Эндрю Валмон, Куинси Уоттс, Майкл Джонсон, Стив Льюис, Дарнелл Холл, Чарльз Дженкинс) пробилась в финал, где завоевала золотые медали с результатом 2:55,74 секунды (мировой рекорд), опередив сборные Кубы и Великобритании.
Холл выиграл чемпионат мира по лёгкой атлетике в помещении в 1995 году в Барселоне и занял шестое место на чемпионате мира 1995 года по лёгкой атлетике в Гётеборге. На чемпионате мира в помещении 1993 года в Торонто он выступал в эстафете 4×400 метров за команду США, завоевавшую золотую медаль.
После окончания спортивной карьеры Холл работал полицейским в департаменте полиции Детройта. Затем он руководил молодёжной командой Ассоциации американских университетов (AAU).